# مقیاس کروماتیک فن لوشان

مقیاس کروماتیک فن لوشان

توزیع جغرافیایی رنگهای پوست برای جمعیتهای بومی پیش از ۱۹۴۰.

مقیاس کروماتیک فن لوشان روشی برای تقسیم بندی رنگ پوست است. این ابزار از ۳۶ کاشی شیشه‌ای مات که به طور ایده‌آل در محلی که خورشید به آن نمی‌تابد (مثل زیر بغل) با پوست سوژه مقایسه می‌شوند. این مقیاس برای ایجاد تقسیم بندی نژادی همه جوامع هم ریشه بر اساس رنگ پوست به کار رفت.
همچنین در سرتاسر نیمه اول قرن بیستم در مطالعات نژادی و مردم‌سنجی به کار رفت. این مقیاس در اوایل دهه ۱۹۵۰ منسوخ شد و روشهایی با استفاده از طیف‌سنجی نوری انعکاسی جایگزین آن شد.

## مقیاس فیتسپتریک
در ۱۹۷۵ تامس فیتسپتریک متخصص پوست هاروارد مقیاس دیگری با شش نوع پوست را ارائه داد تا عملکرد برنزه شدن پوستهای مختلف را بدون طبقه بندی نژادی توصیف کند.
| Type | von Luschan scale | Also called                                   |
| ---- | ----------------- | --------------------------------------------- |
| I    | ۱–۵               | بسیار روشن یا سفید - سلتی                     |
| II   | ۶–۱۰              | روشن یا اروپایی روشن پوست                     |
| III  | ۱۱–۱۵             | روشن متوسط یا اروپایی تیره پوست="nicknames"/> |
| IV   | ۱۶–۲۱             | تیره متوسط یا مدیترانه‌ای یا زیتونی پوست       |
| V    | ۲۲–۲۸             | تیره یا قهوه‌ای                                |
| VI   | ۲۹–۳۶             | بسیار تیره یا سیاه                            |